# Râul Islam
Râul Islam este un curs de apă, afluent al râului Taița. 